# Narke japonica
La raya durmiente japonesa (Narke japonica) es una especie de raya eléctrica de la familia Narkidae. Es común en las aguas costeras del noroeste del Océano Pacífico, desde el sur de Japón hasta el sur de China. Con una longitud de hasta 40 cm (16 pulgadas), la raya durmiente japonesa tiene un disco de aleta pectoral casi circular de color rojizo a marrón chocolate por encima, a veces con manchas más oscuras o más claras, y marrón más claro por debajo. Los espiráculos detrás de sus pequeños ojos tienen bordes elevados y lisos. Su cola, corta y musculosa, presenta una única aleta dorsal situada a popa de las aletas pélvicas redondeadas y termina en una gran aleta caudal.
La raya durmiente japonesa, que habita en zonas arenosas poco profundas cerca de arrecifes rocosos, es un depredador de invertebrados que vive en el fondo. Al igual que otros miembros de su familia, puede producir una fuerte descarga eléctrica desde sus órganos eléctricos con fines defensivos. Las hembras dan a luz a camadas de hasta cinco crías. Las crías gestantes se alimentan primero de vitelo y más tarde de histótrofo («leche uterina»). La Unión Internacional para la Conservación de la Naturaleza (UICN) ha clasificado esta especie como Vulnerable, debido a su susceptibilidad a la pesca de arrastre que opera intensivamente en toda su área de distribución.

## Taxonomía
Los primeros ejemplares de raya durmiente japonesa conocidos por la ciencia fueron cuatro peces recogidos en Japón por los naturalistas alemanes Philipp Franz von Siebold y Heinrich Burger durante el segundo cuarto del siglo XIX. Los ejemplares fueron disecados y depositados en el Museo Nacional de Historia Natural de Leiden; tres de ellos fueron etiquetados como «Narcine spec.» y uno como «Narcine timlei». Este material sirvió de base para una descripción realizada por Coenraad Jacob Temminck y Hermann Schlegel, que se publicó en 1850 como parte de Fauna Japonica, una serie de monografías sobre zoología japonesa. Temminck y Schlegel asignaron la nueva especie al subgénero Astrape del género Torpedo; autores posteriores sinonimizarían Astrape con Narke. En 1947, Marinus Boeseman reexaminó los cuatro especímenes originales y designó el más grande, de 27 cm (11 pulgadas) de longitud, como lectotipo de la especie. Otros nombres comunes de esta raya son raya eléctrica japonesa y torpedo moteado japonés. Algunos taxónomos creen que el torpedo dormilón (Crassinarke dormitor) puede ser conespecífico de la raya dormilona japonesa, ya que su morfología es prácticamente idéntica.

## Descripción

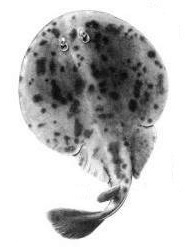
Ilustración de una raya durmiente japonesa del mar de Sagami; este espécimen era inusual por tener manchas oscuras tanto arriba como abajo.

La raya durmiente japonesa tiene un disco de aleta pectoral casi circular más ancho que largo. Dos grandes órganos eléctricos en forma de riñón son visibles bajo la piel a ambos lados de la cabeza. Los ojos, pequeños y salientes, están seguidos inmediatamente por espiráculos más grandes con bordes lisos y prominentemente elevados. Las fosas nasales son pequeñas y están muy juntas, y entre ellas hay una cortina de piel que se superpone a la boca. La boca protuberante forma una línea transversal corta y está rodeada por un surco profundo. Hay menos de 25 filas de dientes en cada mandíbula, dispuestas en bandas; los dientes son pequeños, con bases ovaladas y coronas puntiagudas. En la parte inferior del disco se encuentran cinco pares de cortas hendiduras branquiales.
Las aletas pélvicas son grandes y anchas, con márgenes convexos, y se originan debajo de las aletas pectorales; los machos adultos tienen ganchos rechonchos que no se extienden más allá de los márgenes de la aleta pélvica. La cola es corta y gruesa, con un pliegue de piel a cada lado. Hay una sola aleta dorsal redondeada situada detrás de las aletas pélvicas. La gran aleta caudal es casi simétrica por encima y por debajo del pedúnculo caudal y tiene las esquinas redondeadas. La piel es blanda y carece de dentículos dérmicos. La raya durmiente japonesa es de color rojizo a marrón chocolate por encima y marrón más pálido por debajo; algunos ejemplares son lisos, mientras que otros tienen manchas oscuras o claras en la superficie dorsal (rara vez también en la ventral). La longitud máxima conocida de esta especie es de 40 cm.

## Distribución y hábitat
La raya durmiente japonesa habita en aguas de la plataforma continental del noroeste del océano Pacífico, desde el sur de Japón y Corea hasta el sureste de China y Taiwán. Esta especie común, que vive en el fondo, puede encontrarse en zonas arenosas, a menudo cerca de arrecifes rocosos, tanto cerca como lejos de la costa. Frente a la península de Izu, se ha observado a una profundidad de entre 12 y 23 m.

## Biología y ecología

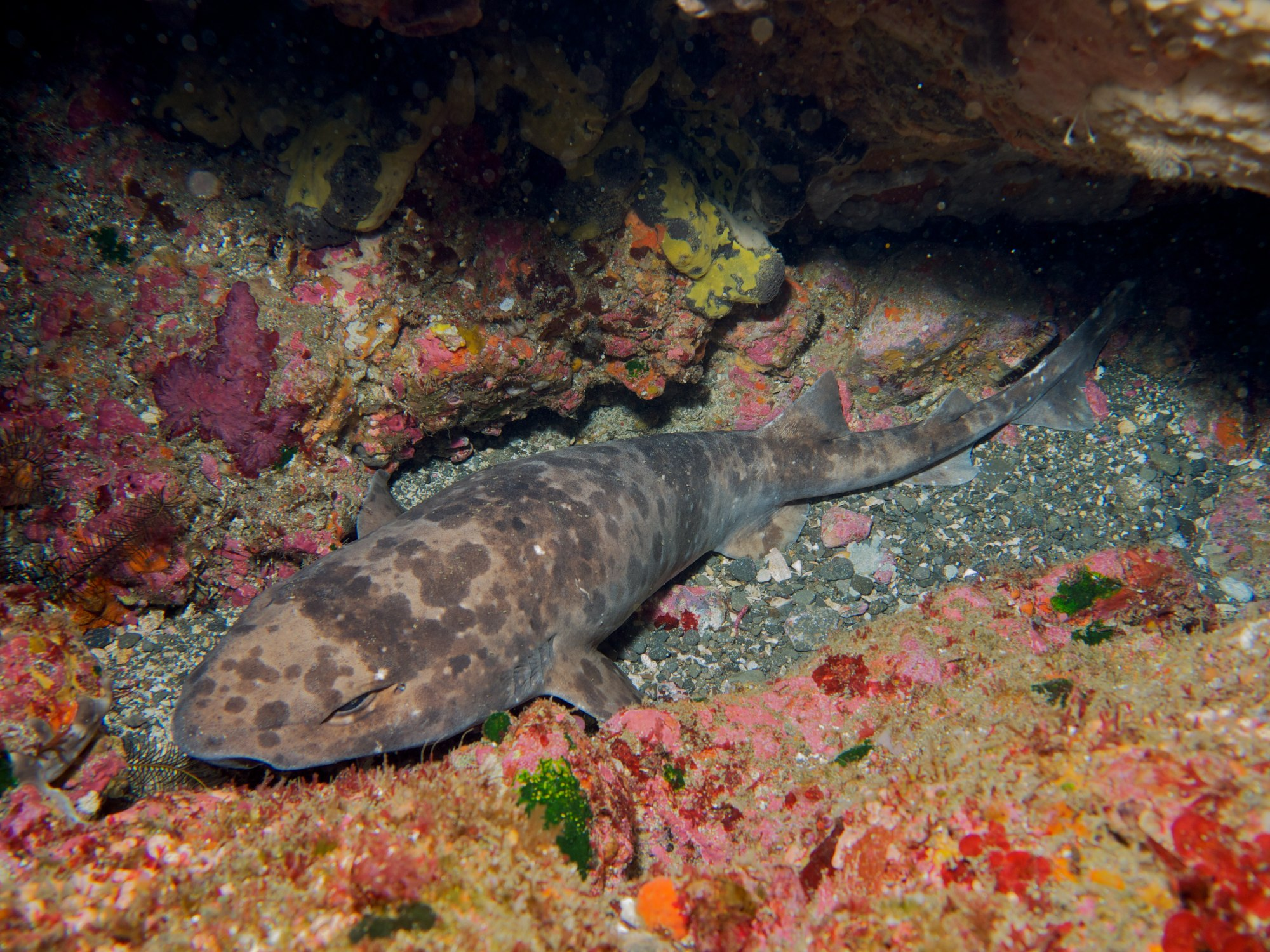
El Cephaloscyllium umbratile es un depredador de la raya dormilona japonesa.

Bastante inactiva por naturaleza, la raya dormilona japonesa pasa gran parte de su tiempo enterrada en el fondo marino. Puede producir una descarga eléctrica de entre 30 y 80 voltios para ahuyentar a sus depredadores, entre los que se encuentra el tiburón moteado (Cephaloscyllium umbratile). Sus órganos eléctricos están compuestos por electrocitos, células especializadas derivadas de las fibras musculares que están rellenas de una sustancia gelatinosa. Estos electrocitos están apilados en columnas verticales, con muchas columnas formando cada órgano eléctrico; esta disposición funciona esencialmente como baterías conectadas en paralelo. La dieta de la raya durmiente japonesa incluye invertebrados bentónicos. Un parásito de esta especie es la tenía Anteropora japonica (Yamaguti, 1934) Subhapradha, 1955.

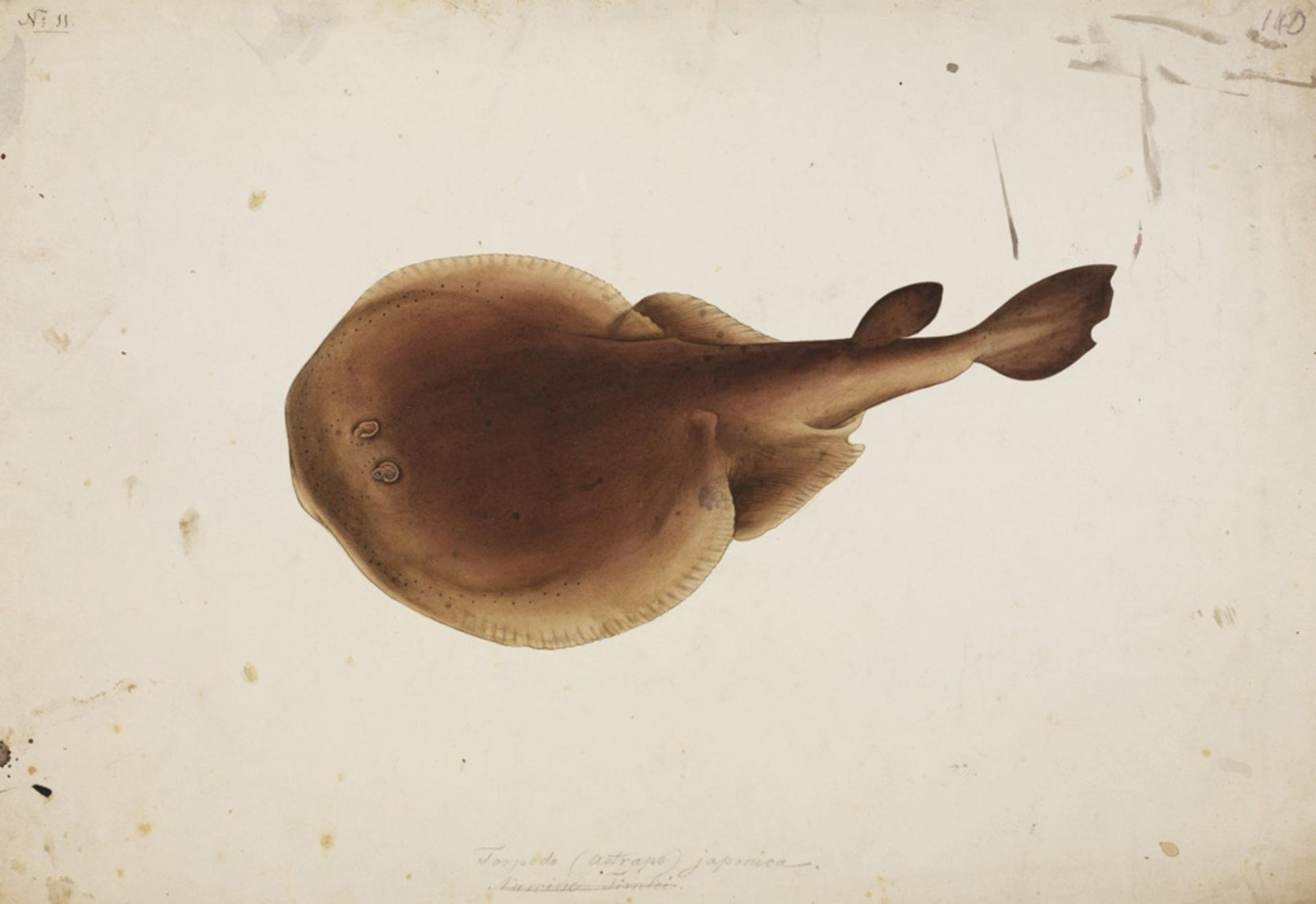
Narke japonica (Temminck y Schlegel) dibujada y pintada por Kawahara Keiga, 1823 - 1829.

La raya durmiente japonesa es vivípara, y los embriones en desarrollo se nutren inicialmente de vitelo y posteriormente de histótrofo («leche uterina») producido por la madre. Las hembras paren camadas de hasta cinco crías a principios de verano; los recién nacidos miden 10 cm (3,9 pulgadas) de largo y son más claros y de color más uniforme que los adultos. La madurez sexual se alcanza con una longitud de entre 23-37 cm (9,1-14,6 pulgadas) para los machos, y alrededor de 35 cm (14 pulgadas) para las hembras.

## Interacción con los humanos
El choque del rayo durmiente japonés es fuerte pero no pone en peligro la vida de los humanos. Se ha observado una raya que reaccionó al contacto con una cámara frotando su espalda contra el puerto de la cámara, lo que sugiere que puede defenderse activamente si se la molesta. La raya durmiente japonesa se adapta mal al cautiverio. Esta y otras especies de rayas eléctricas se utilizan en investigación biomédica porque sus órganos eléctricos tienen abundantes canales iónicos y receptores de acetilcolina, y pueden servir de modelo para el sistema nervioso humano.
Aunque se dispone de pocos datos específicos, se cree que la raya durmiente japonesa se captura incidentalmente en redes de arrastre de camarones y otras artes de pesca demersal en toda su área de distribución. No se utiliza económicamente; sin embargo, las rayas eléctricas tienden a no sobrevivir a la captura y el descarte, y se sabe que la pesca de arrastre de gambas ha provocado marcados descensos de población en otras especies de rayas eléctricas en otros lugares. Dada la elevada intensidad de la actividad pesquera en las costas de Asia Oriental, la Unión Internacional para la Conservación de la Naturaleza (UICN) ha clasificado a esta especie como Vulnerable.